# 11253 Місяць
11253 Місяць (11253 Mesyats) — астероїд головного поясу, відкритий 26 жовтня 1976 року.
Тіссеранів параметр щодо Юпітера — 3,612.